# T100 Triathlon World Tour 2025
Navigation
Édition précédente Édition suivante
Le T100 Triathlon World Tour 2025 est une compétition de triathlon longue distance, composée d'une série de sept étapes. Le tour est organisé par l'Organisation professionnelle des triathlètes en partenariat avec la World Triathlon.

## Étapes de l'épreuve
Le tableau présente les podiums des étapes du circuit 2025.
| Date           | Lieu                    | Homme         | Homme             | Homme              | Femme         | Femme             | Femme              |
| Date           | Lieu                    | Médaille d'or | Médaille d'argent | Médaille de bronze | Médaille d'or | Médaille d'argent | Médaille de bronze |
| -------------- | ----------------------- | ------------- | ----------------- | ------------------ | ------------- | ----------------- | ------------------ |
| 5-6 avril      | Singapour               | Hayden Wilde  | Léo Bergère       | Marten Van Riel    | Kate Waugh    | Lisa Perterer     | Lucy Charles       |
| 31 mai         | San Francisco           | Rico Bogen    | Jelle Geens       | Mika Noodt         | Julie Derron  | Taylor Knibb      | Kate Waugh         |
| 14-15 juin     | Vancouver               | Jelle Geens   | Marten Van Riel   | Mika Noodt         | Taylor Knibb  | Julie Derron      | Jessica Learmonth  |
| 9 août         | Londres                 |               |                   |                    |               |                   |                    |
| 30-31 août     | Fréjus et Saint-Raphaël |               |                   |                    |               |                   |                    |
| 20 septembre   | Valence                 |               |                   |                    |               |                   |                    |
| 25 octobre     | Lac de Las Vegas        |               |                   |                    |               |                   |                    |
| 15-16 novembre | Dubaï                   |               |                   |                    |               |                   |                    |
| 12-13 décembre | Finale Qatar            |               |                   |                    |               |                   |                    |

## Classement général T100
Les tableaux présentent les classements généraux du circuit 2025.
| Rang               | Nom | Points |
| ------------------ | --- | ------ |
| Médaille d'or      |     |        |
| Médaille d'argent  |     |        |
| Médaille de bronze |     |        |
| 4                  |     |        |
| 5                  |     |        |
| 6                  |     |        |
| 7                  |     |        |
| 8                  |     |        |
| 9                  |     |        |
| 10                 |     |        |

| Rang               | Nom | Points |
| ------------------ | --- | ------ |
| Médaille d'or      |     |        |
| Médaille d'argent  |     |        |
| Médaille de bronze |     |        |
| 4                  |     |        |
| 5                  |     |        |
| 6                  |     |        |
| 7                  |     |        |
| 8                  |     |        |
| 9                  |     |        |
| 10                 |     |        |